# Sd.Kfz. 234/2

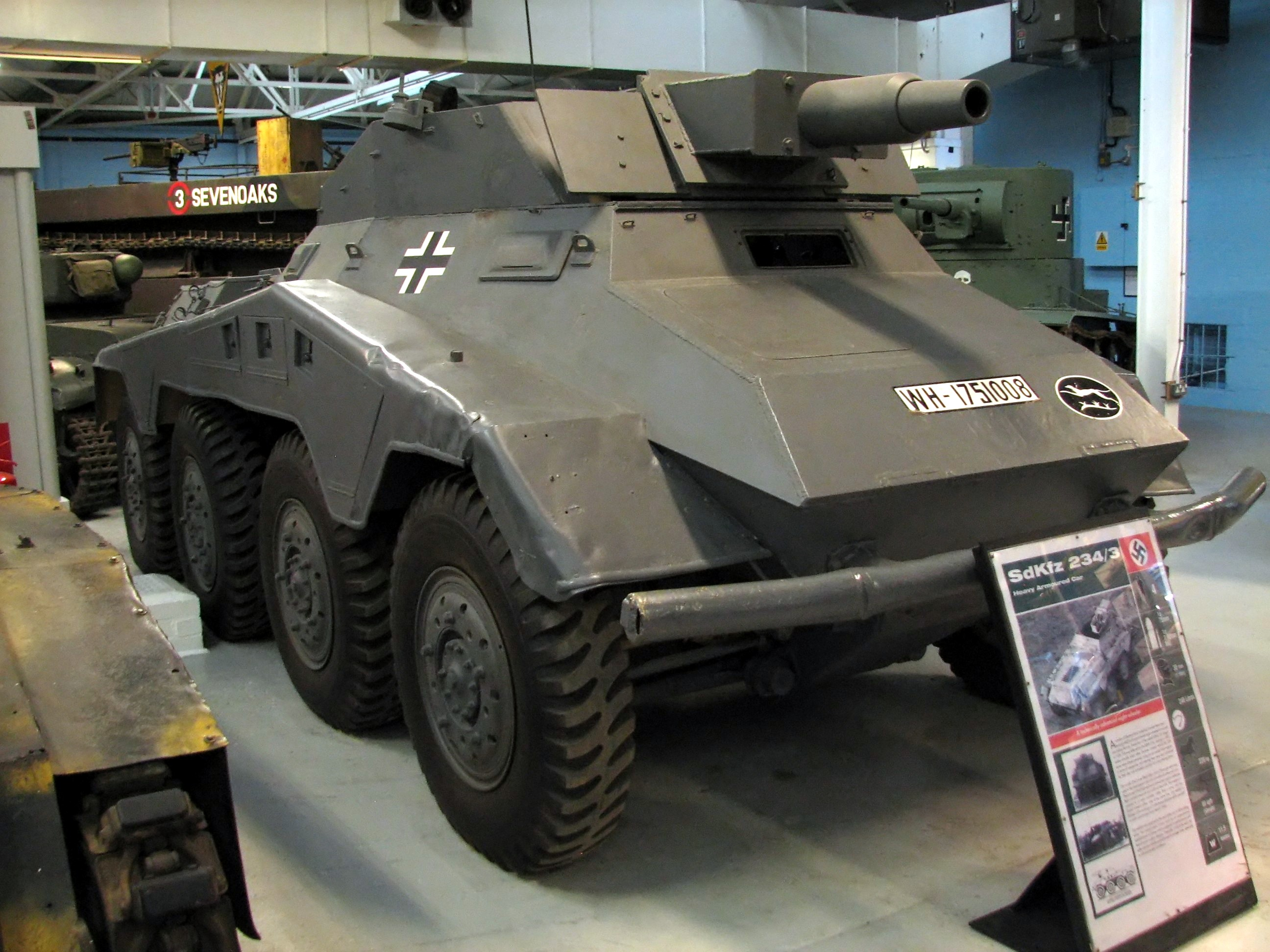
Sd. Kfz. 234/3 met 7,5 cm K51 L/24-kanon

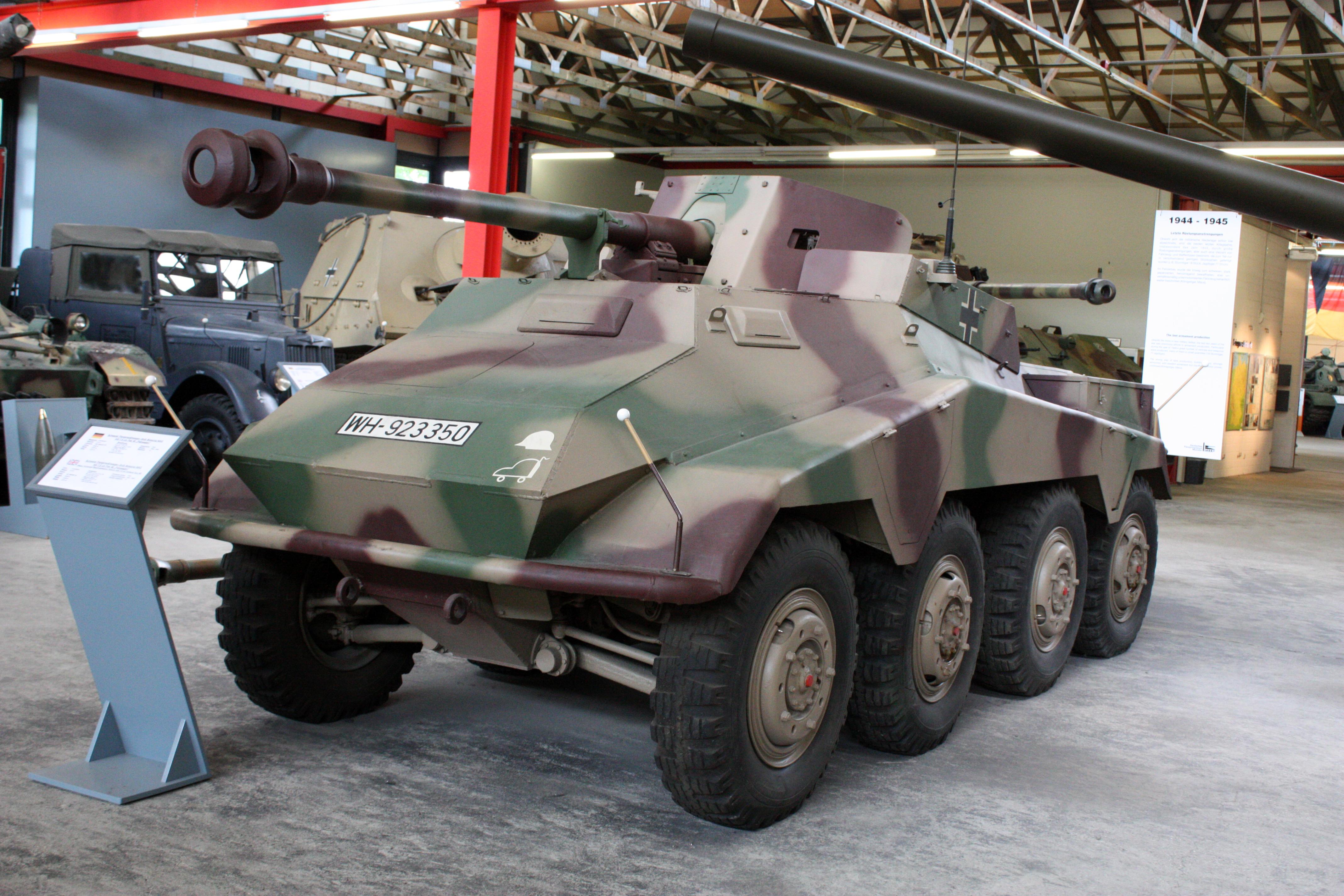
Sd. Kfz. 234/4 met PaK 40-kanon

De Sd.Kfz 234/2 (Sonderkraftfahrzeug 234 model 2) of de Sd.Kfz 234/2 Schwerer Panzerspähwagen is een Duits pantservoertuig uit de Tweede Wereldoorlog dat door zijn snelheid en behendigheid ook onder de naam Puma bekendstond.

## Beschrijving
De Puma is gebaseerd op de Sd.Kfz. 231 Schwerer Panzerspähwagen (8 rad) en werd ontwikkeld uit de Büssing-NAG Sd.Kfz. 232 die in 1936 verscheen. Vanaf 1940 begon men met het ontwerp van de Sd.Kfz. 234. De Sd.Kfz 234 kreeg net als zijn voorgangers acht wielen die alle aangedreven werden. Het chassis werd gebouwd door de Büssing-NAG in Leipzig-Wahren. De carrosserie werd geleverd door Deutsche Edelstahlwerke AG van Krefeld en de toren door Daimler-Benz. De Sd.Kfz 234 had een luchtgekoelde dieselmotor voor gebruik in Noord-Afrika en werd geleverd door Ringhoffer-Tatra-Werke AG van Nesseldorf.
Er werd een order geplaatst voor 1500 voertuigen. Het voertuig was in productie van september 1943 tot september 1944. Uiteindelijk werden er maar zo'n 100 stuks van gemaakt omdat de Sd. Kfz. 234/1 in dienst kwam. De eerste Puma's hadden een actieradius van zo'n 600 kilometer, maar door de brandstoftanks te vergroten werd dit opgevoerd tot 1000 kilometer.

## Versies
Naast de 234/2 waren er drie andere versies gebouwd op dezelfde basis:
- 234/1 - 1 × 2 cm KwK 30 L/55-kanon, 1 × MG34 machinegeweer. In deze versie was het kanon bevestigd in een open geschuttoren. Van deze versie zijn ongeveer 200 exemplaren gemaakt.
- 234/3 - 1 × 7,5 cm K51 L/24-kanon ook geplaatst in een open structuur. De belangrijkste taak was nabij ondersteuning te geven aan verkenningseenheden.[2] Tussen juni en december 1944 zijn er zo’n 88 van gemaakt.[2] De gevechtsruimte was open aan de bovenkant, maar de zijkanten waren verhoogd om de bemanning enigszins te beschermen tegen kogels en granaatscherven. Het voertuig had ruimte om 50 granaten mee te nemen.[2]
- 234/4 "PaKwagen" - 1 × 7,5 cm PaK 40 L/46-antitankkanon in een open structuur net als de 234/3 versie.[2] De PaK40 stond op een kolomaffuit en kon maar beperkt zijwaarts draaien. De bemanning was kwetsbaar wanneer het kanon werd gebruikt. Slechts 12 granaten konden worden meegenomen in dit voertuig.[2] Van de PaKwagen zijn er 89 gemaakt tussen december 1944 en maart 1945.[2]

## Inzet
De Sd.Kfz. 234/2 werd ontwikkeld voor de oorlog in Noord-Afrika. Maar toen de eerste exemplaren werden geleverd, waren de Duitsers al verslagen in Noord-Afrika zodat de Puma daar nooit werd ingezet. Niettemin bleken ze nuttig te zijn aan het Oostfront. Er zijn 101 Puma's gebouwd. In 1944 werden deze vervangen door de eenvoudigere 234/1 met een 20mm-kanon.
De ondersteuningsvoertuigen gingen vooral naar de eenheden in West-Europa. Het was geen groot succes want ze waren een gemakkelijk doelwit voor geallieerde vliegtuigen.